# Tantra (geschrift)
Een tantra is een van de vele geschriften die behoren tot esoterische hindoeïstische of boeddhistische tradities. Hindoeïstische en boeddhistische tantra's vertonen overeenkomsten, maar ook tal van verschillen. Het woord tantra komt van  tantram (Sanskriet), letterlijk "weefgetouw, schering," waaruit zich de betekenis "grondslag, systeem, doctrine" ontwikkelde.
In het boeddhisme zijn de tantrageschriften van belang in het mahayana- en het daaruit ontstane vajrayanaboeddhisme. Deze boeddhistische stromingen hadden een meer open houding tegenover de introductie van nieuwe concepten en geschriften die de leer van de Boeddha zouden kunnen aanvullen of verdiepen. Dit bijvoorbeeld in tegenstelling tot de oudere boeddhistische stroming, het theravadaboeddhisme.
De hindoeïstische tantra's bestaan uit 92 teksten, waarvan 64 Abheda (letterlijk: zonder onderscheid) zijn, of monistisch, die bekendstaan als Bhairava-tantra's of Kashmir Saivite-tantras. Achttien zijn Bhedabheda (letterlijk: met verschil en zonder verschil, of monistisch en dualistisch), bekend als de Rudra-tantra's. Tien zijn geheel  Bheda (letterlijk: verschillend of dualistisch) en staan bekend als de Siva-tantra's''.

## Nieuwe tantrageschriften
De tantra's zijn niet alleen van vroeger tijd, ook tegenwoordig worden bepaalde geschriften tantra's genoemd. Het gaat dan om geschriften die dermate vernieuwend zijn dat ze deze 'koosnaam' gaan krijgen (vergelijkbaar als een film een cultstatus krijgt). Voorbeelden zijn het Boek der geheimen van Osho en Taoïstische geheimen der liefde van Mantak Chia.